# Ramón de Pablo Marañón
Ramón de Pablo Marañón   (San Román de la Llanilla, 21 d'abril de 1938 - 13 de maig de 2025) va ser un futbolista espanyol que jugava com a centrecampista. Va desenvolupar part de la seva carrera en clubs catalans, com el FC Barcelona o el Sabadell. També va jugar amb el Llevant, on jugà en dues etapes, i el Mallorca.